# Dance Floor Massive
「Dance Floor Massive」（ダンス フロア マッシブ）は、RIP SLYMEが2016年10月6日にリリースしたライブ会場限定シングル。

## 概要
- 2016年10月から2017年2月にかけて行われたRIP SLYMEのツアー「DANCE FLOOR MASSIVE Ⅴ」の会場にて発売された。
- 同年9月30日には「In The House」を除いた二曲が先行配信でリリースされている。
- 2018年10月よりグループが活動休止に入り、メンバーからはPESとSUが脱退したため、5人体制では最後の作品となった。

## 収録曲
1. Check This Out
2. The Man (feat. CHOZEN LEE from FIRE BALL)
3. In The House
ライブ会場限定盤のみに収録。